# Alison, New South Wales
Alison är en förort i Wyong Shire i New South Wales i Australien. Folkmängden uppgick till 3 376 år 2006.

## Kommunikationer
Alison är beläggen på motorvägen Sydney–Newcastle Freeway.